# Wiktorów
Wiktorów [pronunciación en polaco: /vikˈtɔruf/] es un pueblo ubicado en el distrito administrativo de Gmina Zgierz, dentro del Distrito de Zgierz, Voivodato de Łódź, en Polonia central. Se encuentra aproximadamente a 11 kilómetros al noroeste de Zgierz y a 19 kilómetros al noroeste de la capital regional Łódź.